# Zenarchopterus
Zenarchopterus é um género de peixe da família Hemiramphidae.
Este género contém as seguintes espécies:
- Zenarchopterus alleni  Collette, 1982
- Zenarchopterus buffonis  (Valenciennes in Cuvier and Valenciennes, 1847)
- Zenarchopterus caudovittatus  (Weber, 1907)
- Zenarchopterus clarus  Mohr, 1926
- Zenarchopterus dispar  (Valenciennes in Cuvier and Valenciennes, 1847) – viviparous halfbeak, feathered halfbeak
- Zenarchopterus dunckeri  Mohr, 1926
- Zenarchopterus dux  Seale, 1910
- Zenarchopterus ectuntio  (Hamilton, 1822)
- Zenarchopterus gilli  Smith, 1945
- Zenarchopterus kampeni  (Weber, 1913)
- Zenarchopterus novaeguineae  (Weber, 1913)
- Zenarchopterus ornithocephala  Collette, 1985
- Zenarchopterus pappenheimi  Mohr, 1926
- Zenarchopterus philippinus  (Peters, 1868)
- Zenarchopterus quadrimaculatus  Mohr, 1926
- Zenarchopterus rasori  (Popta, 1912)
- Zenarchopterus robertsi  Collette, 1982
- Zenarchopterus striga  (Blyth, 1858)
- Zenarchopterus xiphophorus  Mohr, 1934